# Plaza Aníbal Pinto (Temuco)

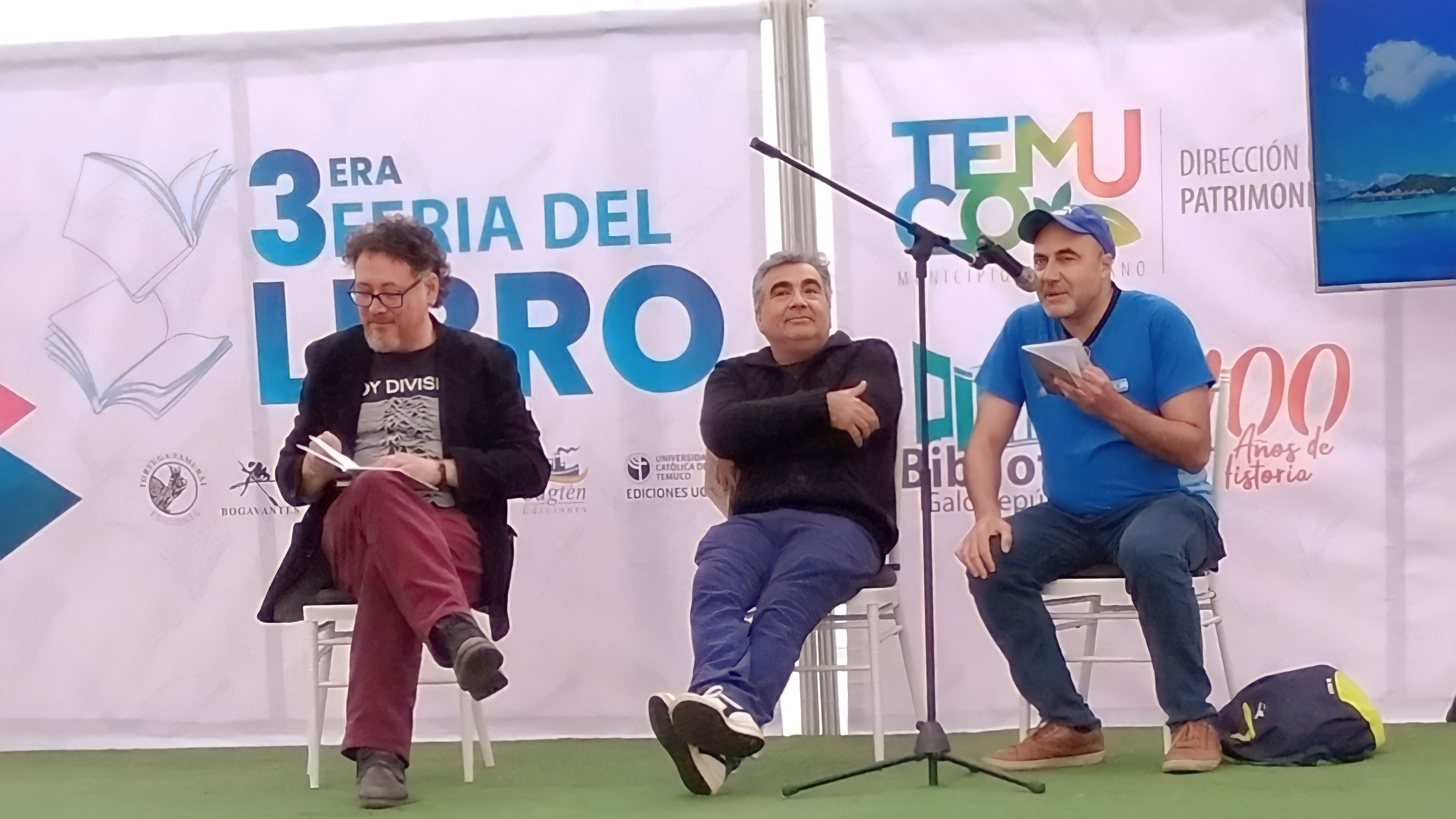
Los escritores Alejandro Anabalón Gamboa, Patricio Gutiérrez Morales y Javier Aguirre Ortiz en la 3.era Feria del Libro de Temuco, realizada en la plaza Aníbal Pinto.

La Plaza Aníbal Pinto (también llamada Plaza de Armas Aníbal Pinto o Plaza de Armas de Temuco) es un área verde de Temuco, Chile,  localizada en el corazón de Temuco. Posee añosos árboles y cuidados jardines, donde destaca la gran escultura llamada «Monumento a la Araucanía», obra realizada por artistas de la ciudad que representa una machi, un soldado de la ocupación de la Araucanía, un guerrero mapuche, un colono europeo y un conquistador. Además en este espacio podemos encontrar una fuente de agua, un anfiteatro y una plataforma para realizar actividades culturales.
Se ubica en la manzana de las calles Arturo Prat, Claro Solar, Manuel Bulnes y Antonio Varas. Fue nombrada Plaza de Armas de Temuco luego que se le reemplazara dicho título a la Plaza Manuel Recabarren. En el subsuelo, tiene estacionamientos subterráneos. A su alrededor podemos encontrar importantes edificios relacionados con la actividad cívica, religiosa y comercial de la ciudad, entre los que destaca la Catedral de la ciudad, el edificio de la Gobernación Regional y la Municipalidad entre otros; Además, como segundo hito más importante de la plaza, se encuentra la «Galería de Arte Municipal» con una sala de exposiciones con acceso liberado y que desde su inauguración, en 1988, exhibe muestras de arte y presentaciones de música.

## Monumento a la Araucanía
El Monumento a la Araucanía es una obra escultórica de bronce ubicada en el medio de la plaza, con cinco personajes: una machi, un soldado del Ejército chileno, un colono en labores de agricultor, el poeta español Alonso de Ercilla (autor del poema épico La Araucana) y el toqui mapuche Caupolicán. El monumento fue creado por Guillermo Meriño Pedrero y José Troncoso Cuevas.

## Galería de arte
La galería de arte Plaza Aníbal Pinto es una sala de exposiciones donde pintores, escultores, dibujantes, fotógrafos y otros artistas presentan sus obras. Quienes deseen visitar las muestras que periódicamente van cambiando por cada temporada, lo pueden hacer de lunes a sábado de 09:00 a 14:00 y de 15:00 a 20:00 horas; mientras que los domingos la atención de público es de 09:00 a 14:00 horas.

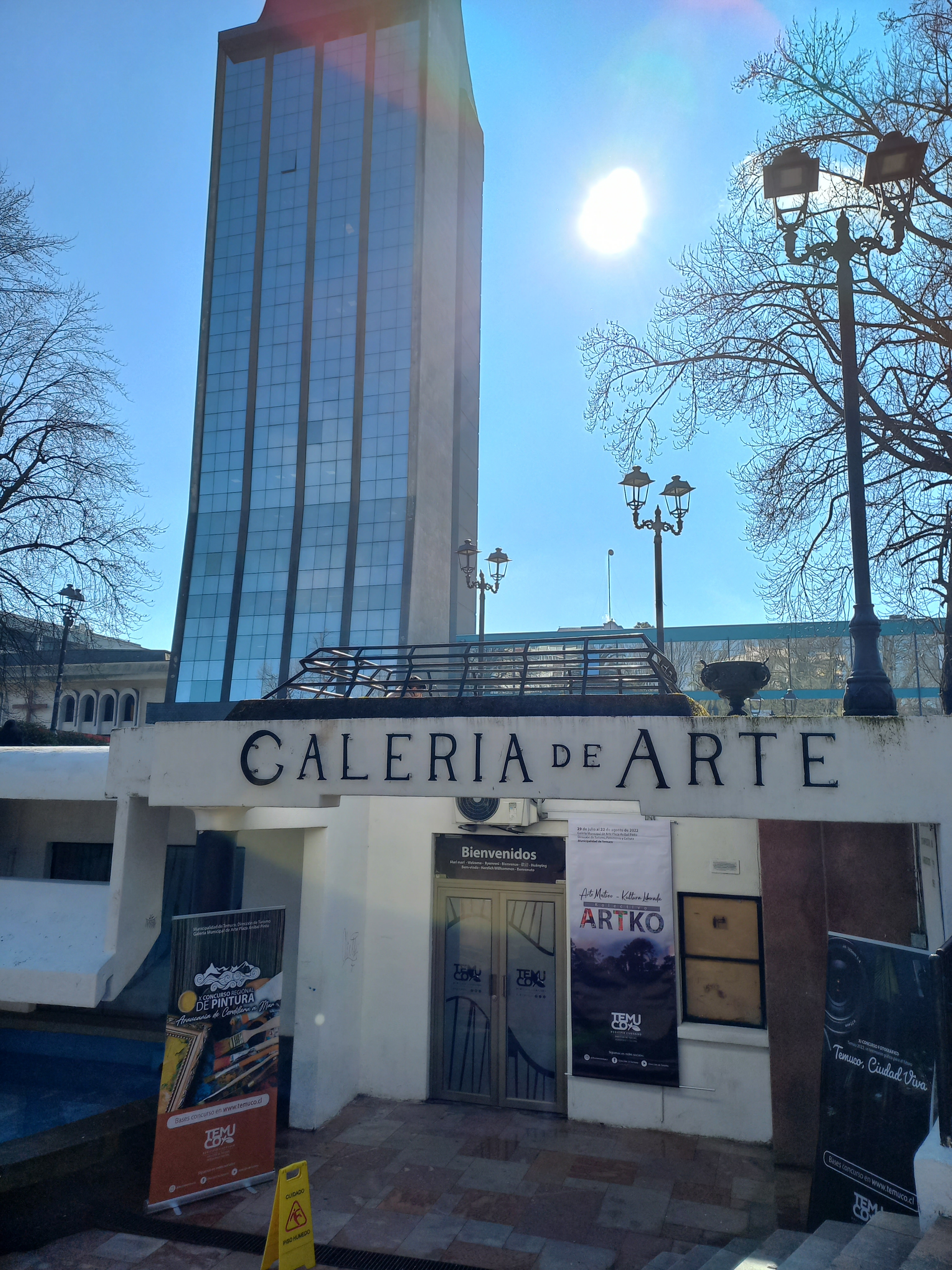
Galería de Arte en Temuco con la Torre Campanario de fondo.

## Entorno

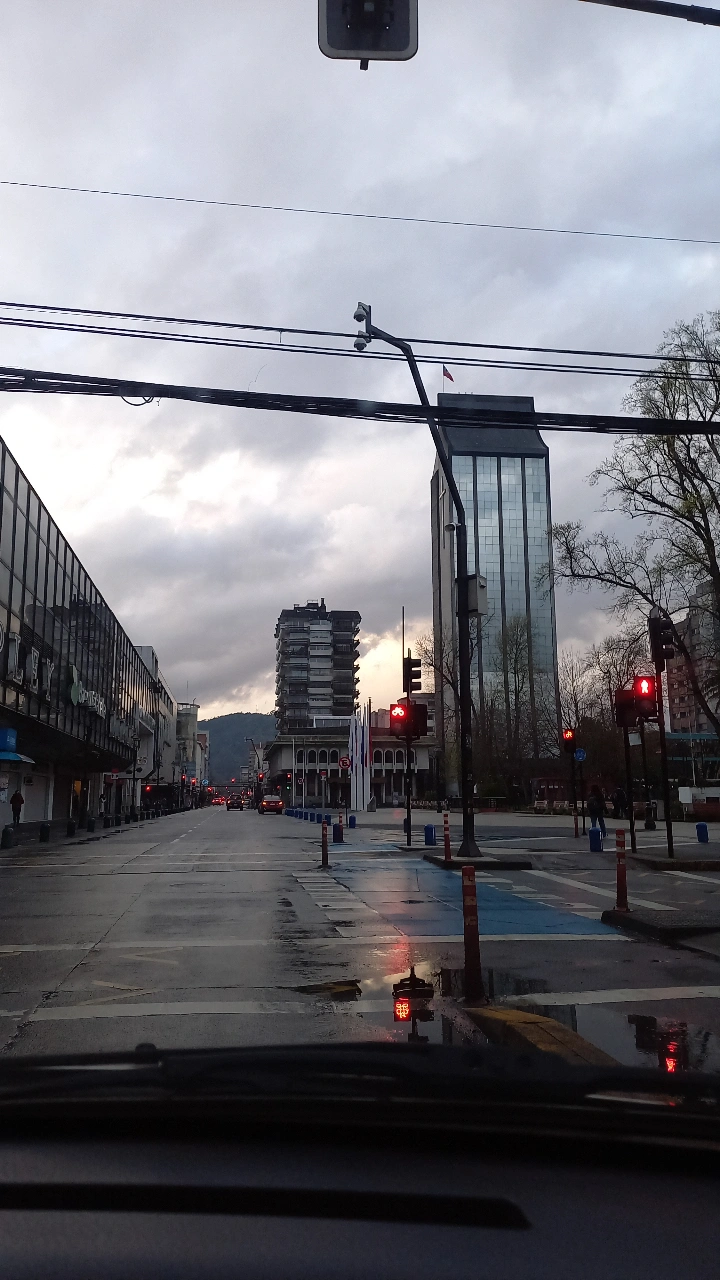
Vista de la plaza Aníbal Pinto durante el atardecer.

Alrededor de la plaza se encuentran la Municipalidad de Temuco, el edificio de la Gobernación regional (anteriormente Intendencia regional) de la IX Región de Chile donde ejercen sus funciones los altos cargos administrativos de la región, entre los que se destacan el Gobernador regional y el Delegado Presidencial. También, en el mismo edificio se encuentra el registro civil. A un costado de él se emplaza la Catedral de Temuco, la Torre Campanario, los edificios Arauco y Plaza, y las sucursales de Falabella, Ripley, Banco de Chile, Banco Estado, Santander y Scotiabank.